# Aperittochelifer beieri
Aperittochelifer beieri är en spindeldjursart som beskrevs av Jedryczkowski 1992. Aperittochelifer beieri ingår i släktet Aperittochelifer och familjen tvåögonklokrypare. Inga underarter finns listade i Catalogue of Life.